# Quezon (Isabela)
Quezon is een gemeente in de Filipijnse provincie Isabela in het noordoosten van het eiland Luzon. Bij de laatste census in 2007 had de gemeente ruim 22 duizend inwoners.

## Geografie

### Bestuurlijke indeling
Quezon is onderverdeeld in de volgende 15 barangays:
| - Abut - Alunan - Arellano - Aurora - Barucboc Norte - Calangigan - Dunmon - Estrada | - Lepanto - Mangga - Minagbag - Samonte - San Juan - Santos - Turod |

## Demografie
Quezon had bij de census van 2007 een inwoneraantal van 22.050 mensen. Dit zijn 1.960 mensen (9,8%) meer dan bij de vorige census van 2000. De gemiddelde jaarlijkse groei komt daarmee uit op 1,29%, hetgeen lager is dan het landelijk jaarlijks gemiddelde over deze periode (2,04%). Vergeleken met de census van 1995 is het aantal mensen met 4.433 (25,2%) toegenomen.

De bevolkingsdichtheid van Quezon was ten tijde van de laatste census, met 22.050 inwoners op 189,9 km², 116,1 mensen per km².